# Cicuta maculata
Cicuta maculata (český název nebyl stanoven, lze se setkat s termínem rozpuk skvrnitý) je volně rostoucí rostlina z čeledi miříkovitých vyskytující se na území Severní Ameriky. Její bílé kořeny připomínají pastinák setý. Právě kořeny jsou nejjedovatější částí rostliny, ovšem i její zbytek je prudce jedovatý. V nich obsažený cikutoxin totiž dokáže způsobit smrt do 24 hodin (smrtelná dávka jsou 2 gramy oddenku). Otrava se projeví během půl hodiny křečemi, třesem a prudkým zvracením. Pokud postižený přežije, utrpí s velkou pravděpodobností nevratné poškození centrálního nervového systému. V České republice ani v Evropě se Cicuta maculata nevyskytuje, lidé se však mohou otrávit např. bolehlavem plamatým (Conium maculatum) či rozpukem jízlivým (Cicuta virosa) patřícími do stejné čeledi.